# Colomet
Colomet is een historisch merk van motorfietsen.
Dit was een Spaans merk van Jaime Colomet, gevestigd in Palma de Mallorca. 
Jaime Colomet produceerde in 1951 zijn eerste motorfiets, een 125 cc model met de naam M51. Het was een redelijk moderne machine, maar pas in 1953 volgde een tweede motorfiets. Daarna werden tot 1955 ongeveer 200 van deze motorfietsen geproduceerd.